# هومر بون
هومر بون (به انگلیسی: Homer Bone) سناتور سابق عضو حزب دموکرات ایالات متحده آمریکا بود. وی در سال ۱۹۳۳ تا ۱۹۴۴ میلادی سناتور ایالت واشینگتن در سنای ایالات متحده آمریکا بود.